# Rhapydionina
Rhapydionina, en ocasiones erróneamente denominado Rhapidionina, es un género de foraminífero bentónico de la subfamilia Rhapydionininae, de la familia Rhapydioninidae, de la superfamilia Alveolinoidea, del suborden Miliolina y del orden Miliolida. Su especie tipo es Peneroplis liburnica. Su rango cronoestratigráfico abarca desde el Cenomaniense hasta el Maastrichtiense (Cretácico superior).

## Clasificación
Rhapydionina incluye a las siguientes especies:
- Rhapydionina dubia †
- Rhapydionina laurinensis †
- Rhapydionina liburnica †
- Rhapydionina malatyaensis †
- Rhapydionina minima †
- Rhapydionina urensis †